# Aeroportul Governor's Harbour
Aeroportul Governor's Harbour (IATA: GHB, ICAO: MYEM) este un aeroport din North Eleuthera⁠(d), Bahamas.
Situat la o altitudine de 8 m, aeroportul dispune de o singură pistă.